# 바비의 패션 이야기
《바비의 패션 이야기》(영어: Barbie: A Fashion Fairy Tale)은 2010년의 영어 애니메이션 영화이다.
파리로 간 바비의 멋진 패션 모험 이야기이며, 스타일과 낭만이 살아숨쉬는 파리로 간 바비, 위기의 패션 사업을 성공으로 이끌기 위한 아름다운 도전에 관한 이야기이다. 실사보다 더 실감나고 더 화려한 애니메이션으로 그려낸 패션의 도시 파리의 또 다른 매력을 느낄 수 있으며, 다이아몬드 성의 바비, 바비 춤추는 공주 이야기, 바비 크리스마스 캐롤, 바비와 삼총사 등 바비 시리즈의 대명사가 된 윌리엄 로 감독이 제작을 맡았다. 또한 DVD에는 "Life Is A Fairy Tale " 등 아름다운 노래가 수록 되어 있다.

## 줄거리
바비는 애견 시퀸과 함께 그녀의 고모가 살고 있는 파리를 방문한다. 패션 사업을 하고 있는 고모를 만나기 위해 들뜬 마음으로 방문한 파리. 그러나 고모의 회사는 이미 문을 닫고, 바비는 깜짝 놀란다.
바비는 고모의 회사를 다시 살려내기 위해 자신의 모든 아이디어와 재능을 발휘하고, 수줍음이 많은 디자이너 앨리스에게 영감을 주며, 매혹적인 런웨이를 준비한다. 과연 바비과 엘리스가 멋진 의상들과 함께 성공적인 패션쇼를 완성할 수 있을까? 그리고 고모의 패션 사업은 재기하게 될까?

## 제작/연출진

### 감독
- 윌리엄 로 (William Lau)

### 각본
- 엘리즈 엘렌 (Elise Allen)

### 성우
- 다이애나 카리나 (Diana Kaarina) 바비 역
- 아드리안 페트리우 (Adrian Petriw)

등
| 캐릭터                 | 원래 음성           | 한국어 더빙 1위 KBS | 한국어 더빙 2차 투니버스 |
| ---------------------- | ------------------- | ------------------- | ------------------------ |
| 바비                   | 다이애나 카리나     | 양정화              | 김주현                   |
| 라쿠엘                 | 칼리 레이 젭슨      | 김미정              | 김현지                   |
| 시야                   | 아드리안 페트리우   | 이정구              | 변현우                   |
| 카정                   | 머레이커 헨드릭스   | 이나영              | 이소이                   |
| 마리-알레시아 "앨리스" | 태비사 세인트저메인 | 송도영              | 윤미향                   |
| 여사장                 | 테일러 스위프트     | 김미정              | 양정화                   |

## 같이 보기
- 바비 (애니메이션 영화 시리즈)